# Vaterpolo klub Vojvodina Novi Sad
Vojvodina je srbijanski vaterpolski klub iz Novog Sada.
Utemeljen je 29. studenoga 1935. kao Plivački i vaterpolo klub Galeb.
1959. godine je promijenio ime u Mornar.
1962. godine se pridružio športskom društvu Vojvodina, ujedno preuzevši i novo ime.
Dugo vremena je igrao u nižim ligama u jugoslavenskom vaterpolu. Raspadom SFRJ klub je prešao u više natjecateljske razrede, a danas se natječe u srbijanskoj 1. A ligi.

## Klupski uspjesi
- prvaci: -
- doprvaci: 2008./09., 2009./10., 2010./11.
- treći: 2006./07., 2007./08.

2012./13. natjecali su se u Euroligi i ispali u skupini.

## Vanjske poveznice
- (srpski) Službene stranice
- (srpski) Waterpolo Serbia Podatci o klubu